# 17926 Jameswu
17926 Jameswu è un asteroide della fascia principale. Scoperto nel 1999, presenta un'orbita caratterizzata da un semiasse maggiore pari a 2,2002058 UA e da un'eccentricità di 0,0996406, inclinata di 4,32203° rispetto all'eclittica.